# Aldo Leiva
Aldo Adolfo Leiva (General José de San Martín, 10 de enero de 1963) es un político argentino del Partido Justicialista, que se desempeña como diputado nacional por la provincia del Chaco desde 2019. Veterano de la Guerra de Malvinas, fue también intendente de la localidad de General José de San Martín durante 16 años, entre 2003 y 2019.

## Biografía
Nació en General José de San Martín (Chaco) en 1963. En abril de 1982, se encontraba realizando el servicio militar obligatorio en el Regimiento de Infantería Mecanizado 4 del Ejército Argentino en Monte Caseros (provincia de Corrientes) cuando fue enviado a las islas Malvinas, permaneciendo hasta el final del conflicto armado con Reino Unido.
Miembro del Partido Justicialista (PJ), fue presidente del PJ chaqueño. Desde 2016 es secretario general del consejo del partido.
En diciembre de 2003, asumió como intendente de la localidad de General José de San Martín, ocupando el cargo durante cuatro mandatos consecutivos, salvo un período entre noviembre de 2008 y julio de 2009 cuando fue designado ministro de Desarrollo Social de la provincia del Chaco por el gobernador Jorge Capitanich. Durante su paso por dicha cartera ministerial, fue denunciado por un supuesto fraude con tarjetas alimentarias, siendo sobreseído. Fue desplazado del cargo luego de que el periódico Crítica de la Argentina diera a conocer los índices de indigencia y pobreza de la provincia.
Regresó a la intendencia de General José de San Martín hasta 2019, cuando fue elegido diputado nacional por el Frente Chaqueño en las elecciones legislativas de ese año, siendo su hijo Mauro elegido como su sucesor en el municipio.
En diciembre de 2019 se juramentó como diputado nacional para el período 2019-2023, haciéndolo por sus «camaradas muertos en Malvinas». En la Cámara integra el bloque del Frente de Todos. Se desempeña como secretario de la comisión de Vivienda y Ordenamiento Urbano e integra como vocal las comisiones de Finanzas; de Industria; de Obras Públicas y de Transportes. Votó en contra del proyecto de ley de Interrupción Voluntaria del Embarazo de 2020, que fue aprobado por la Cámara de Diputados en diciembre de 2020.